# Ferrari 500 Mondial
La Ferrari 500 Mondial è una autovettura da competizione prodotta dalla Ferrari dal 1953 al 1955 in 31 esemplari.

## Il contesto
I primi esperimenti con il motore a quattro cilindri in linea progettato da Aurelio Lampredi, montato su una piccola e leggera carrozzeria con sospensioni avanzate, che rendevano il veicolo maneggevole anche grazie all'installazione di un ponte De Dion nel retrotreno, portarono alla creazione della 500 Mondial. Il propulsore derivava da quello installato sulla 500 F2, ma fu depotenziato a 170 CV.
La prima 500 Mondial era una coupé, e fu una delle prime vetture carrozzate da Scaglietti. Questo esemplare si basava su uno schema opera di Dino Ferrari, che doveva originariamente servire per realizzare un restyling su un vecchio modello Ferrari donatogli dal padre Enzo. Pininfarina creò poi una serie di vetture barchetta destinate al pubblico.
La denominazione Mondial è un omaggio alla prima conquista del Campionato mondiale di Formula 1, ad opera di Alberto Ascari, nella stagione 1952.
Una seconda serie di 500 Mondial fu prodotta tra il 1954 ed il 1955, ed aveva la caratteristica di avere la carrozzeria fabbricata da Scaglietti, ma con un nuovo propulsore. Inoltre le sospensioni anteriori furono riviste, ed includevano anche molle elicoidali.
La 500 Mondial fu rimpiazzata nel 1956 dalla 500 Testa Rossa.

## Le competizioni

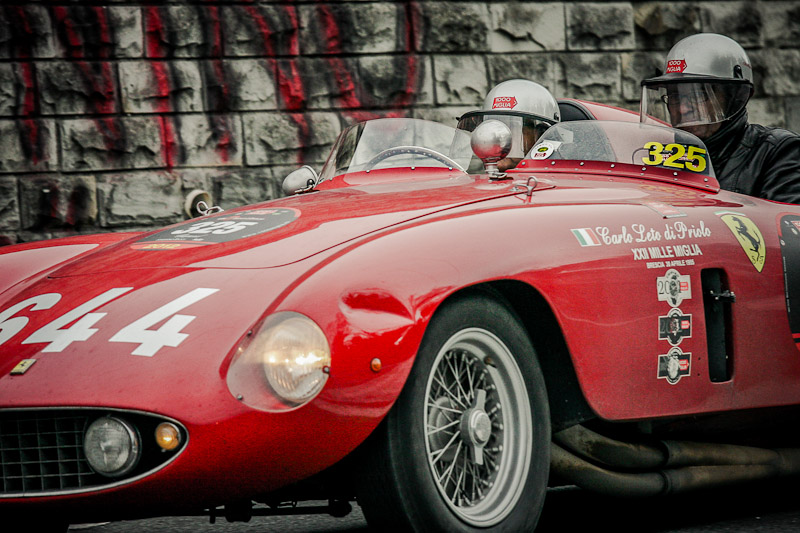
Una Ferrari 500 Mondial Scaglietti Corsa Biposto alla Mille Miglia storica del 2012

Il modello debuttò nelle competizioni il 20 dicembre 1953 alla 12 Ore di Casablanca guidata da Alberto Ascari e Luigi Villoresi, classificandosi seconda dietro ad una 375 MM, che aveva però una cilindrata superiore, più precisamente di circa 4500 3.
La 500 Mondial partecipò con successo a molte competizioni, dove si impose sovente nella relativa categoria, collegata alla cilindrata, che era di circa 2000 cm³. Nel 1954 Vittorio Marzotto guidò un esemplare alla Mille Miglia, arrivando secondo nella classifica generale. Era un risultato notevole, considerando che correva in una categoria relativamente inferiore, e che batté tutte le concorrenti in gara, tranne la potente Lancia D24 guidata da Alberto Ascari.
La 500 Mondial rimase competitiva fino al termine del decennio; tra le ultime gare disputate, degna di nota fu una partecipazione alla Mille Miglia del 1957.

## Caratteristiche tecniche
La velocità massima raggiunta dal veicolo era di 236 km/h.